# Provincia di Cabinda
La provincia di Cabinda (detta anche Kabinda, o in passato Congo Portoghese; in kikongo Kabinda kizunga) è la più settentrionale provincia dell'Angola e ha come capoluogo la città di Cabinda.

## Geografia
Cabinda è un'exclave che confina a nord e a nord-est con la Repubblica del Congo e a sud-est con la Repubblica Democratica del Congo, che a sud la separa dal resto dell'Angola per uno stretto corridoio di territorio (Provincia del Congo Centrale).
Ha una superficie di 7.270 km² e una popolazione di 716.076 abitanti (censimento del 2014).
Il clima è di tipo tropicale con due stagioni principali.
L'unica voce rilevante nell'economia di Cabinda è il petrolio, che rappresenta il 60% delle riserve complessive dell'Angola, la quale quindi soprattutto per questo motivo non intende concederle l'indipendenza. Cabinda produce infatti 700.000 barili (110.000 m3) di petrolio greggio al giorno; Cabinda Oil è associata con Sonangol, Eni (50,8%), Chevron (39,2%) e Total (10%)

## Storia
Prima dell'avvento degli Europei (giunti in Africa Occidentale alla fine del XV secolo), l'attuale provincia era parte del regno bantu di N'Goyo. A metà del XVI secolo, il regno divenne protettorato del Portogallo.
Nel 1975, l'Angola ottenne l'indipendenza e Cabinda divenne uno stato indipendente fino al 1976, quando venne inclusa come provincia angolana. Da allora iniziò un lungo periodo di instabilità politica, tuttora non risolta, con continui scontri fra il FLEC e organizzazioni analoghe e l'esercito angolano.
Il 2 gennaio 2007 la Cabinda è diventata provincia a statuto speciale.

## Geografia antropica
La Provincia di Cabinda è suddivisa in 4 municipi e 13 comuni.

### Municipi
- Belize, Buco-Zau, Cabinda, Cacongo.

### Comuni
- Miconje, Luali, Cabinda, Chicamba, Dinge, Fubo, Iema, Inhoca, Malembo, Tando-Zinze, Lândana, Necuto, Belize.